# 셈측도
측도론에서 셈측도(셈測度, 영어: counting measure)는 모든 부분집합이 가측 집합이고, 부분집합을 그 기수로 대응시키는 측도이다.

## 정의
집합 {\displaystyle \Omega } 위의 셈측도 공간(영어: counting measure space) {\displaystyle (\Omega ,{\mathcal {P}}(\Omega ),\min\{|\cdot |,\aleph _{0}\})}은 다음과 같다.
- 시그마 대수 {\displaystyle {\mathcal {P}}(\Omega )}는 {\displaystyle \Omega }의 멱집합이다. 즉, 모든 부분집합이 가측 집합이다.
- 측도 {\displaystyle \mu =\min\{|\cdot |,\aleph _{0}\}}는 다음과 같다. 임의의 {\displaystyle S\subset \Omega }에 대하여,

{\displaystyle \mu (S)=\min\{|S|,\aleph _{0}\}={\begin{cases}|S|&|S|<\aleph _{0}\\\infty &|S|\geq \aleph _{0}\end{cases}}}
이 데이터가 측도 공간을 이룸을 보일 수 있다.

## 응용
셈측도는 Lp 공간에서 성립하는 코시-슈바르츠 부등식, 횔더 부등식, 민코프스키 부등식 등의 명제들을 다른 공간에서도 생각할 수 있도록 한다. 만약 Ω = {1,...,n}이고 μ는 Ω에서 정의된 셈측도일 때, 측도 공간 S = (Ω, Σ, μ)에 대하여
{\displaystyle \|x\|_{p}={\biggl (}\sum _{i=1}^{n}|x_{i}|^{p}{\biggr )}^{1/p}} x = (x1,...,xn)
를 노름으로 가지는 노름 공간 Lp(S)는 Rn (또는 Cn)과 같다. 셈측도 μ를 Ω의 원소의 개수 n으로 나누어주면, 이는 이산 균등 분포가 된다.
마찬가지로, {\displaystyle \mathbb {N} }을 셈측도 공간으로 간주한 자연수 집합이라고 하면, Lp(S)에서
{\displaystyle \|x\|_{p}={\biggl (}\sum _{i=1}^{\infty }|x_{i}|^{p}{\biggr )}^{1/p}}
의 값이 유한인 x = (xn)의 수열을 구성할 수 있다. 이를 Lp 공간이라 한다.
또한, 가산 집합에서의 셈측도는 르베그 적분의 정리들(단조 수렴 정리, 파투 보조정리, 지배 수렴 정리, 푸비니 정리 등)을 급수에 대해서도 적용할 수 있도록 한다.